# Васил Бетин
Васил Тренов Бетин е български революционер, деец на Вътрешната македоно-одринска революционна организация.

## Биография
Васил Бетин е роден в 1877 година в малешевското градче Берово, както сам казва, „от родители чисти българи“. Брат е на Аце Бетински. В 1895 година постъпва във ВМОРО и работи като легален деец, куриер. Сражава се в четите на Христо Чернопеев, Димитър Попстаматов, Христо Котрулко и Павле Дудуков. Взима участие в сраженията при местността Кукута с Чернопеев при унищожаване на сръбската чета на войводата Гюро, в сражението в местността Абланица със сръбския войвода Владо Ковачевич и други. В 1907 година е арестуван от властите за революционна дейност и затворен в Скопие. Освободен е след Младотурската революция в 1908 година, но след изпаряването на Хуриета в 1909 година е отново арестуван.
След установяването на сръбска власт в Малешево в 1913 година, в 1914 година Бетин бяга в свободна България. В 1915 година постъпва в 9-а рота на 6-и македонски полк, с който участва в Първата световна война. При възстановената след 1918 година сръбска власт е непрекъснато преследван и малтретиран.
На 8 април 1943 година, като жител на Берово, подава молба за българска народна пенсия, която е одобрена и пенсията е отпусната от Министерския съвет на Царство България.